# Zurab Zviadauri
Zurab Zviadauri (georgià: ზურაბ ზვიადაური) (Akhmeta, RSS de Geòrgia, 2 de juliol de 1981) és un judoka i polític georgià.
Als Jocs Olímpics d'estiu de 2004 va competir a la categoria dels 90 kg. masculins i va guanyar la medalla d'or, la primera a la història de Geòrgia. Va ser titular d'una beca del programa Solidaritat Olímpica. També va guanyar dues medalles d'argent en campionats del món (2001 i 2003) i una de bronze al campionat d'Europa de 2002. També va ser contractat per World Victory Road per a participar en arts marcials mixtes però mai va arribar a debutar en MMA. El 2012 va ser elegit diputat al Parlament de Geòrgia pel municipi d'Akhmeta dins la coalició Somni Georgià. Zviadauri és cosí d'un altre campió olímpic, el judoka grec d'origen georgià Ilias Iliadis (nascut com a Jarji Zviadauri), que també va guanyar l'or als Jocs Olímpics d'estiu del 2004. El 17 d'agost de 2021 va ser arrestat amb relació a l'assassinat de tres persones.